# Joseph Valachi
Joseph Valachi  (New York, USA, 1904. szeptember 22. – Anthony, Texas, 1971. április 3.)  az olasz-amerikai maffia első tagja, aki 1963-ban nyilvánosan elismerte a maffia létezését. Neki tulajdonítják a cosa nostra kifejezés népszerűsítését. 1959-ben kábítószer-kereskedelemért 15 év börtönbüntetésre ítélték. 1962-ben, amikor ő, és a Genovese klánfőnök, Vito Genovese együtt voltak börtönben, Valachi megölt egy rabot, akiről azt hitte, hogy egy bérgyilkos, akit Genovese küldött rá, és ezért életfogytiglani börtönbüntetésre ítélték. Valachi ezt követően a kormány tanúja lett, és a következő évben az amerikai szenátus egyik bizottsága előtt tanúskodott a Valachi-meghallgatások néven ismertté vált eseményen. Olyan információkat hozott nyilvánosságra az olasz-amerikai maffiáról, amiket akkoriban nem tudtak, csak a maffia tagjai, többek közt a maffia struktúráját, működését, rituáléit és tagságát. Tanúvallomása volt az omertà, a maffia hallgatási kódexének első jelentős megsértése, és az első konkrét bizonyíték a szövetségi hatóságok és a nagyközönség számára arra vonatkozóan, hogy létezett az olasz-amerikai maffia. Valachi 1971. április 3-án a börtönben halt meg.

## Fiatalkora
Valachi 1904. szeptember 22-én született New York  Kelet-Harlem városrészében, az Egyesült Államokban, Campania régióból származó, elszegényedett olasz bevándorló családban. Apja erőszakos alkoholista volt, és Valachi később az ő hátterét okolta a szervezett bűnözés felé fordulásáért.

## Karrierje

### A Minutemen
Bűnözői karrierje egy kisebb bandával kezdődött, aminek a neve Minutemen volt, amit azért hívtak így, mert betöréseket hajtott végre, és egy percen belül elmenekültek a helyszínről. Valachi volt a banda sofőrje, és gyors menekülési képessége miatt a New York-i bűnözői alvilág feltörekvő tagja lett. 1921-ben Valachit letartóztatták nagy értékű lopás vádjával, 1923-ban pedig egy elhibázott rablás után tartóztatták le. Bűnösnek vallotta magát betöréses lopás kísérletében, és 18 hónap börtönbüntetésre ítélték amit a Sing Singben kellett letöltenie, de csak kilenc hónap letöltése után szabadulhatott feltételesen. Valachi visszatérése után látta, hogy az egykori csapata új sofőrrel váltotta le őt, ezért új betörőbandát alapított.

### Az olasz-amerikai maffia
1930-ban Valachi bekerült az amerikai maffiába, mint beavatott tag. Hamarosan a Gaetano Reina által vezetett Reina bűnözőklán (ma már Lucchese bűnözőklán) katonája lett. Valachi a Castellammarese háború csúcspontján csatlakozott a szervezethez, amely az olasz szervezett bűnözésen belüli erőszakos hatalmi harc volt Joe Masseria és Salvatore Maranzano csoportjai között az Egyesült Államokbeli műveletek ellenőrzéséért. Reinát meggyilkolták, miután Masseria átállt Maranzano oldalára. Valachi a Reina bűnözőklán tagjaként Maranzano oldalán harcolt, amely végül győztesen került ki Masseria 1931. április 15-i meggyilkolása után. Maranzano az olasz-amerikai maffiában minden főnök főnökének kiáltotta ki magát, Valachi pedig az egyik testőre lett. Ez a pozíció rövid életű volt, mivel magát Maranzanót öt hónappal a Castellammarese háború vége után meggyilkolta beosztottjainak egy csoportja, élén Charles "Lucky" Lucianóval. Valachi ezután a Luciano által vezetett, végül Genovese bűnözőklán katonája lett az Anthony "Tony Bender" Strollo által vezetett legénységben. 1932 júliusában Valachi feleségül vette Carmela Reinát, Gaetano Reina legidősebb lányát.
1953-ban Vito Genovese főnök az információk szerint elrendelte Steven Franse maffiózó meggyilkolását. Genovese megbízta Franse-t, hogy felügyelje feleségét, Annát, amíg ő Olaszországban bujkál. Azonban feldühödve Anna esetleges szerelmi ügyei és az ellene indított per miatt, Valachit utasította, hogy szervezze meg Franse meggyilkolását. 1953. június 18-án Valachi a Bronxban lévő éttermébe csalta Franse-t, ahol Pasquale Pagano és Fiore Siano (Valachi unokaöccse) megfojtotta őt.

## Szövetségi tanúvallomása
Valachit 1959-ben letartóztatták kábítószerrel kapcsolatos bűncselekményekért, és 15 év börtönbüntetésre ítélték. Motivációi, amelyek miatt besúgóvá vált, viták tárgyát képezték: Ő maga ugyan azt állította, hogy a köz szolgálataként tesz tanúvallomást, és hogy leleplezzen egy befolyásos bűnszervezetet, amelyet az életének tönkretételéért vádolt, de az is lehetséges, azonban hogy kormányzati védelmet remélt egy vádalku részeként, amelyben halálbüntetés helyett életfogytiglani börtönbüntetésre ítélték egy gyilkosságért, amelyet 1962-ben követett el, miközben a kábítószerrel kapcsolatos ügyek miatt börtönben volt.
Valachi és Genovese mindketten heroincsempészetért ültek. A börtönben Valachi megölt egy férfit, akiről azt hitte, hogy egy bérgyilkos akit Genovese bérelt fel a megölésére. 1962. június 22-én Valachi egy építkezés mellett hagyott csővel agyonverte a bérgyilkosnak vélt rabot, akit összetévesztett Joseph DiPalermóval, egy maffiataggal, akiről azt hitte, hogy megbízták azzal, hogy ölje meg.
Az FBI ügynökeivel eltöltött idő után Valachi előállt azzal a történettel, hogy Genovese arcon csókolta őt, amit ő "halálos csóknak" tekintett. Mindemellett Valachi haláláért Genovese 100 000 dolláros vérdíjat tűzött ki.
Amikor Valachi úgy döntött, hogy együttműködik az amerikai igazságügyi minisztériummal, William G. Hundley ügyvéd lett a védelmezője, aki később így nyilatkozott: "Sötét szemüveget és parókát adtunk rá, és elvittük a Róma étterembe. Pokolian jó fickó volt.... A Valachival töltött napjaim meggyőztek arról, hogy a Cosa Nostra a legtúlértékeltebb dolog a Kommunista Párt óta."
1963 októberében Valachi tanúvallomást tett John L. McClellan arkansasi szenátor, az amerikai szenátus kormányzati műveletekkel foglalkozó bizottságának vizsgáló albizottsága előtt,  Valachi a meghallgatása során kijelentette, hogy az olasz-amerikai maffia valóban létezik. Ez volt az első alkalom, hogy egy tagja nyilvánosan elismerte a létezését. Valachi vallomása volt az omertà első jelentős megsértése, véresküjének megszegése. Ő volt az olasz-amerikai maffia első tagja, aki nyilvánosan elismerte a maffia létezését, és neki tulajdonítják a cosa nostra kifejezés népszerűsítését.
Bár Valachi vallomásai soha nem vezettek közvetlenül egyetlen maffiavezér felelősségre vonásához sem, számos részletet közölt a maffia történetéről, működéséről és rituáléiról; segített sok megoldatlan gyilkosság felderítésében; és megnevezte a szervezet számos tagját és a főbb bűnözői klánokat. A per Valachi televíziós vallomása révén a világ elé tárta az amerikai szervezett bűnözést.
Miután az igazságügyi minisztérium először bátorította, majd megakadályozta Valachi emlékiratainak kiadását, Peter Maas újságíró megírta az emlékiratok, valamint a Valachival készített interjúk által erősen befolyásolt életrajzot, amelyet 1968-ban The Valachi Papers címmel adtak ki, és amely alapjául szolgált a későbbi, Cosa Nostra - A Valachi-ügy című filmnek, amelyben Charles Bronson játszotta a címszerepet.

## Halála
1971. április 3-án Valachi szívrohamban halt meg a texasi Anthonyban lévő La Tuna szövetségi büntetés-végrehajtási intézetben. Négy nappal később temették el a New York-i Lewistonban lévő Gate of Heaven temetőben.

## Fordítás
- Ez a szócikk részben vagy egészben  a   Joseph Valachi című angol Wikipédia-szócikk ezen változatának fordításán alapul.  Az eredeti cikk szerkesztőit annak laptörténete sorolja fel. Ez a jelzés csupán a megfogalmazás eredetét és a szerzői jogokat jelzi, nem szolgál a cikkben szereplő információk forrásmegjelöléseként.

## A populáris kultúrában
- The Valachi Papers, 1968 Peter Maas könyve
- Cosa Nostra - A Valachi-ügy, 1972-es film a könyv alapján; Valachit Charles Bronson alakítja.
- Francis Ford Coppola A Keresztapa második része (1974) rendezői kommentárjában megemlítette, hogy a Michael Corleone és Frank Pentangeli szenátusi bizottsági kihallgatását ábrázoló jelenetek Valachi szövetségi kihallgatásán alapulnak, és Pentangeli karaktere olyan, mint Valachi.
- A Simpson család "Homie, a bohóc" című epizódjában van egy jelenet, amelyben Homer, miután a maffia elrabolta, mert hasonlít Ropi, a bohócra, megpróbálja elmagyarázni, hogy ő valójában nem Ropi, csak álnéven. Homer véletlenül belebotlik Joe Valachi nevébe, akit a maffiózók azonnal felismernek: "Az a Joe Valachi, aki a szenátusnak köpött a szervezett bűnözésről".
- A harlemi Keresztapa, akit Richard Petrocelli alakít.